# Because of You (Nickelback)
Because of You è un singolo del gruppo rock canadese Nickelback, pubblicato nel 2004 ed estratto dall'album The Long Road.